# Пиларж, Вацлав
Ва́цлав Пи́ларж (чеш. Václav Pilař; род. 13 октября 1988[…], Хлумец-над-Цидлиноу) — чешский футболист, полузащитник чешского клуба «Градец-Кралове». Выступал за сборную Чехии.

## Клубная карьера
Пиларж является воспитанником чешского «Градец-Кралове». Он дебютировал за «Градец» во Второй лиге в сезоне 2006/07. В сезоне 2009/10 Вацлав внёс значительный вклад в выход команды в Гамбринус Лигу, забив 10 голов. В сезоне 2011/12 он перешёл на правах аренды в «Викторию» (Пльзень). После отказа подписывать контракт с «Викторией», в ноябре 2011 года Пиларж подписал контракт с «Вольфсбургом». В январе 2012 года было объявлено, что Вацлав присоединится к «Вольфсбургу» летом, но останется в Чехии в преддверии Чемпионата Европы 2012.
11 июня 2013 года Пиларж был отдав в аренду «Фрайбургу» на один год с правом последующего выкупа.
20 июня 2014 года Пиларж вернулся в пльзеньскую «Викторию» на правах годичной аренды. В декабре подписал контракт с «Викторией» на 2,5 года.

## Национальная сборная
Пиларж выступал за молодёжные сборные Чехии (до 18), (до 19) и (до 21). 4 июня 2011 года он дебютировал за национальную сборную в матче против сборной Перу.

### Статистика выступлений за сборную
| Матчи за сборную Чехии | Матчи за сборную Чехии | Матчи за сборную Чехии | Матчи за сборную Чехии | Матчи за сборную Чехии | Матчи за сборную Чехии    | Матчи за сборную Чехии |
| ---------------------- | ---------------------- | ---------------------- | ---------------------- | ---------------------- | ------------------------- | ---------------------- |
| №                      | Дата                   | Оппонент               | Счёт                   | Голы                   | Соревнование              |                        |
| 1                      | 4 июня 2011            | Перу                   | 0:0                    | -                      | Товарищеский турнир       |                        |
| 2                      | 7 июня 2011            | Япония                 | 0:0                    | -                      | Товарищеский турнир       |                        |
| 3                      | 6 сентября 2011        | Украина                | 4:0                    | -                      | Товарищеский матч         |                        |
| 4                      | 11 октября 2011        | Литва                  | 4:1                    | -                      | Отборочный матч ЧЕ-2012   |                        |
| 5                      | 11 ноября 2011         | Черногория             | 2:0                    | 1                      | Отборочный матч ЧЕ-2012   |                        |
| 6                      | 15 ноября 2011         | Черногория             | 1:0                    | -                      | Отборочный матч ЧЕ-2012   |                        |
| 7                      | 29 февраля 2012        | Ирландия               | 1:1                    | -                      | Товарищеский матч         |                        |
| 8                      | 26 мая 2012            | Израиль                | 2:1                    | -                      | Товарищеский матч         |                        |
| 9                      | 1 июня 2012            | Венгрия                | 1:2                    | -                      | Товарищеский матч         |                        |
| 10                     | 8 июня 2012            | Россия                 | 1:4                    | 1                      | ЧЕ-2012. Групповая стадия |                        |
| 11                     | 12 июня 2012           | Греция                 | 2:1                    | 1                      | ЧЕ-2012. Групповая стадия |                        |
| 12                     | 16 июня 2012           | Польша                 | 1:0                    | -                      | ЧЕ-2012. Групповая стадия |                        |
| 13                     | 21 июня 2012           | Португалия             | 0:1                    | -                      | ЧЕ-2012. 1/4 финала       |                        |
| 14                     | 15 августа 2012        | Украина                | 0:0                    | -                      | Товарищеский матч         |                        |
| 15                     | 3 сентября 2014        | США                    | 0:1                    | -                      | Товарищеский матч         |                        |
| 16                     | 9 сентября 2014        | Нидерланды             | 2:1                    | 1                      | Отборочный матч ЧЕ-2016   |                        |
| 17                     | 10 октября 2014        | Турция                 | 2:1                    | -                      | Отборочный матч ЧЕ-2016   |                        |
| 18                     | 13 октября 2014        | Казахстан              | 4:2                    | -                      | Отборочный матч ЧЕ-2016   |                        |
| 19                     | 16 ноября 2014         | Исландия               | 2:1                    | -                      | Отборочный матч ЧЕ-2016   |                        |
| 20                     | 28 марта 2015          | Латвия                 | 1:1                    | 1                      | Отборочный матч ЧЕ-2016   |                        |
| 21                     | 31 марта 2015          | Словакия               | 0:1                    | -                      | Товарищеский матч         |                        |
| 22                     | 12 июня 2015           | Исландия               | 1:2                    | -                      | Отборочный матч ЧЕ-2016   |                        |

## Достижения
«Виктория» Пльзень
- Чемпион Чехии (2): 2014/15, 2017/18